# Кабаца

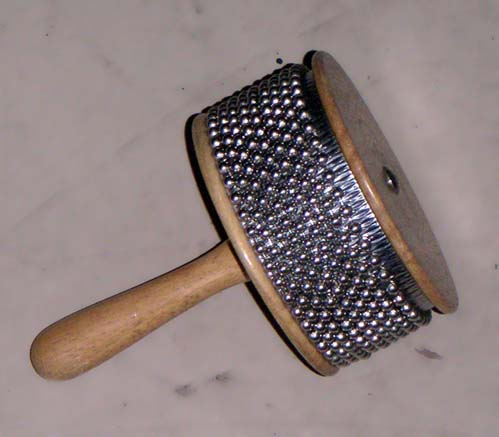
Кабаца

Кабаца (англ. cabasa, від галісійського Cabaza — гарбуз) — ударний дерев'яний музичний інструмент з невизначеною висотою звуку з родини ідіофонів афро-бразильського походження. Кабаца приблизно вдвоє більше маракасів і являє собою висушений плід гарбуза або порожню кулю, обвиту сіткою з нанизаним на неї намистом. 
Грають лише на одному інструменті, який тримають за рукоятку у лівій руці і б'ють по ньому напіввідкритою правою долонею або ж прокручують дотичними рухами долоні сітку з намистом.

## Джерело
- І. Гобарт, І. Вассербергер. Основи джазрової імпровізації (переклад зі словацької) / К.: "Музична Україна" 1980